# 淺色條鰍
淺色條鰍（學名：Nemacheilus pallidus）為輻鰭魚綱鯉形目條鰍科條鰍屬的其中一種。分布於亞洲湄公河及湄南河流域，體長可達14公分，棲息在沙泥底質的河川底層水域，以藻類及昆蟲為食，生活習性不明，可做為觀賞魚。

## 扩展阅读
維基物種上的相關：淺色條鰍